# Медісен Скіннер
Медісен Скіннер (англ. Madisen Skinner; 1 липня 2001, Кейті, Техас) — американська волейболістка. Триразова чемпіонка Національної асоціації студентського спорту. Найкраща волейболістка у сезоні 2023/2024 за версією «Honda Sports Award». З 2024 року виступає за національну збірну США.

## Із біографії
Донька Ребекки і Браяна Скіннера, який грав за клуби Національної баскетбольної асоціації протягом 14 років. 
З 2020 року захищала кольори волейбольної команди «Kentucky Wildcats» із Університету Кентуккі. Разом з старшою сестрою Ейвері стала чемпіонкою Національної асоціації студентського спорту. З 2020 року грала за «Texas Longhorns» з університету в Остіні. У складі команди Техаського університету стала дворазовою чемпіонкою НАСС. Найкраща волейболістка першості 2023 року і двічі обиралася до символічної збірної турніру (2022, 2023).
У національній збірній дебютувала в розіграші Ліги націй 2024. У першому матчі проти Таїланду стала найрезультативнішою в своїй команді (19 очок). Також грала проти збірних Бразилії і Домініканської Республіки.
У 2024 році уклала контракт з клубом «Остін» з новостворенної Першої волейбольної ліги. Команда, основу якої склали випускники Техаського університету різних років, стала чемпіоном першого сезону, а Скіннер визнали найкращою спортсменкою фінального етапу.

## Досягнення
Чемпіонат Національної асоціації студентського спорту
- Перше місце (3): 2020, 2022, 2023

Чемпіонат Першої волейбольної ліги
- Перше місце (1): 2025